# Заболотний В'ячеслав Григорович
В'ячесла́в Григо́рович Заболо́тний (нар. 9 червня 1951, Жмеринка, СРСР — пом. листопад 2009) — український військовик. Генерал-лейтенант. Помічник міністра оборони України (січень 2008 року - лютий 2009 року). 

## Біографія
Освіта: Закінчив Самаркандське ВТКУ у 1974 році, Військову академію бронетанкових військ ім. Р. Малиновського у 1982 році, Академію Збройних Сил України у 1997 році.
Кар’єра: Офіцерську службу розпочав з посади командира танкового взводу. Згодом — командир танкової роти, начальник штабу — заступник командира батальйону.
По закінченні Військової академії бронетанкових військ — командир танкового батальйону, заступник командира танкового полку Західної групи військ.
З вересня 1987 по лютий 1991 року — командир танкового полку. 
З лютого 1991 по грудень 1991 року обіймав посаду командира 201-ї гатчинської двічі червонопрапорної мотострілецької дивізії Туркестанського військового округу. 
З грудня 1991 по травень 1994 року — командир 128-ї гвардійської мотострілецької Туркестанської двічі Червонопрапорної дивізії. З травня 1994 по серпень 1995 року — начальник штабу — заступник командувача армійського корпусу.
З лютого 1997 року по травень 2000 року — командувач 8-го армійського корпусу. З травня 2000 по серпень 2005 року — перший заступник командувача Північного оперативного командування Сухопутних військ ЗС України. 
З серпня 2005 по січень 2008 р. — директор Департаменту експлуатації і ремонту озброєння та військової техніки Міністерства оборони України. 
З січня 2008 по лютий 2009 р. — помічник Міністра оборони України, з лютого по червень 2009 р. — начальник Головного управління особового складу Генерального штабу Збройних Сил України.
Помер у листопаді 2009 року.

## Нагороди
- Орден «Червоної Зірки»
- Орден «За заслуги» III ступеня (21 серпня 2006) — за вагомий особистий внесок у зміцнення обороноздатності і безпеки Української держави, високий професіоналізм у захисті конституційних прав і свобод громадян та з нагоди 15-ї річниці незалежності України[3]